# Щука (приток Мсты)
Щука — река в России, протекает по Боровичскому району Новгородской области. Устье реки находится в 283 км от устья Мсты по правому берегу. Длина реки составляет 14 км.
В 3,6 км от устья, по правому берегу реки впадает река Залезёнка.
Высота устья — 61,8 м над уровнем моря.
У истоков реки стоят деревни прежнего Кировского сельского поселения: Звягино, Водоси, Мишино, Родишкино, Райцы, Тощивцево и Саково. Ниже до устья река течёт через Волокское сельское поселение, на берегу реки стоят деревни Тепецкое, Бор, Горка и Береговая Коломенка (у устья)

## Данные водного реестра
По данным государственного водного реестра России относится к Балтийскому бассейновому округу, водохозяйственный участок реки — Мста без р. Шлина от истока до Вышневолоцкого г/у, речной подбассейн реки — Волхов. Относится к речному бассейну реки Нева (включая бассейны рек Онежского и Ладожского озера).
Код объекта в государственном водном реестре — 01040200212102000020841.